# Festival Internacional de Cine de Venecia de 2007
La 64ª edición de la Mostra de Venecia se inauguró el 29 de agosto de 2007 con el film de Joe Wright Expiación, más allá de la pasión y se clausuró el 8 de septiembre de 2007. El León de Oro a toda una trayectoria fue para el director estadounidense Tim Burton. Por primera vez desde la Segunda Guerra Mundial, todas las películas fueron estrenadas en el festival.

## Jurado
Las siguientes personas fueron seleccionadas para formar parte del jurado de esta edición:
Competición oficial
- Zhang Yimou, director chino (Presidente)
- Catherine Breillat, director y novelista francés
- Jane Campion, guionista y director neozelandés
- Emanuele Crialese, guionista y director italiano
- Alejandro González Iñárritu, director mexicano
- Ferzan Özpetek, director turcoitaliano
- Paul Verhoeven, director holandés

Horizontes (Orizzonti)
- Gregg Araki, cineasta estadodunidense (Presidente)
- Frederick Wiseman, cineasta estadodunidense
- Hala Alabdalla Yakoub, director sirio
- Giorgia Fiorio, fotógrafo italiano
- Ulrich Gregor, crítico alemán

Opera Prima (Premio "Luigi de Laurentiis")
- Bill Mechanic, productor estadounidense (Presidente)
- Rupert Everett, actor y escritor inglés
- Randa Chahal, director libanés
- Liu Jie, director chino
- Valeria Solarino, actriz italiano

Corto Cortissimo
- François-Jacques Ossang, direcotr francés (Presidente)
- Yasmine Kassari, director marroquí
- Roberto Perpignani, montador italiano

## Selección oficial

### En Competición
Las películas siguientes compitieron para el premio:
| Título en España                                       | Título original                                            | Director(es)            | País                                           |
| ------------------------------------------------------ | ---------------------------------------------------------- | ----------------------- | ---------------------------------------------- |
| 12                                                     | 12                                                         | Nikita Mijalkov         | Rusia                                          |
| El asesinato de Jesse James por el cobarde Robert Ford | The Assassination of Jesse James by the Coward Robert Ford | Andrew Dominik          | EE. UU.                                        |
| Expiación, más allá de la pasión                       | Atonement                                                  | Joe Wright              | United Kingdom                                 |
| Heya fawda                                             | Heya fawda                                                 | Youssef Chahine         | Egypt                                          |
| Viaje a Darjeeling                                     | The Darjeeling Limited                                     | Wes Anderson            | EE. UU.                                        |
| Héroes sin atributos                                   | Nessuna qualità agli eroi                                  | Paolo Franchi           | Italia, Suiza, Francia                         |
| Help Me Eros                                           | Bangbang wo aishen                                         | Lee Kang-sheng          | Taiwán                                         |
| I'm Not There                                          | I'm Not There                                              | Todd Haynes             | EE. UU.                                        |
| En la ciudad de Sylvia                                 | En la ciudad de Sylvia                                     | José Luis Guerín        | España                                         |
| En el valle de Elah                                    | In the Valley of Elah                                      | Paul Haggis             | EE. UU.                                        |
| En un mundo libre                                      | It's a Free World...                                       | Ken Loach               | Reino Unido, Italia, Alemania, España, Polonia |
| Deseo, peligro                                         | Sè, Jiè                                                    | Ang Lee                 | EE. UU., China, Taiwán                         |
| Mad Detective                                          | San taam                                                   | Johnnie To & Wai Ka-Fai | Hong Kong                                      |
| Michael Clayton                                        | Michael Clayton                                            | Tony Gilroy             | EE. UU.                                        |
| La ronda de noche                                      | Nightwatching                                              | Peter Greenaway         | Reino Unido, Polonia, Canadá, Países Bajos     |
| Redacted                                               | Redacted                                                   | Brian De Palma          | EE. UU.                                        |
| El romance de Astrea y Celadón                         | Les Amours d'Astrée et de Céladon                          | Eric Rohmer             | Francia, Italia, España                        |
| Cuscús                                                 | La graine et le mulet                                      | Abdellatif Kechiche     | Francia                                        |
| La huella                                              | Sleuth                                                     | Kenneth Branagh         | Reino Unido, EE. UU.                           |
| Sukiyaki Western Django                                | Sukiyaki Uesutan Jango                                     | Takashi Miike           | Japón                                          |
| The Sun Also Rises                                     | Taiyang zhaochang shenqi                                   | Jiang Wen               | China, Hong Kong                               |
| Il dolce e l'amaro                                     | Il dolce e l'amaro                                         | Andrea Porporati        | Italia                                         |
| L'ora di punta                                         | L'ora di punta                                             | Vincenzo Marra          | Italia                                         |

### Fuera de competición
Las películas siguientes fueron seleccionadas para ser exhibidas fuera de competición:
Largometrajes
| Título en español                                   | Título original              | Director(es)                 | País                            |
| --------------------------------------------------- | ---------------------------- | ---------------------------- | ------------------------------- |
| El sueño de Cassandra                               | Cassandra's Dream            | Woody Allen                  | Reino Unido, EE. UU.            |
| Cleopatra                                           | Cleópatra                    | Júlio Bressane               | Brasil                          |
| Una chica cortada en dos                            | La Fille coupée en deux      | Claude Chabrol               | Francia                         |
| Disengagement                                       | Désengagement                | Amos Gitai                   | Germany, Italy, Israel, Francia |
| Beyond the Years                                    | Chun-nyun-hack               | Im Kwon-taek                 | Corea del Sur                   |
| Glory to the Filmmaker!                             | Kantoku banzai!              | Takeshi Kitano               | Japón                           |
| Cristóbal Colón, el enigma                          | Cristovão Colombo – O enigma | Manoel de Oliveira           | Portugal, Francia               |
| Por un puñado de dólares (1964, versión restaurada) | Per un pugno di dollari      | Sergio Leone                 | Italia, España, Alemania        |
| Blood Brothers                                      | Tiantang kou                 | Alexi Tan                    | China, Taiwán, Hong Kong        |
| REC                                                 | REC                          | Paco Plaza & Jaume Balagueró | España                          |

Venezia Notte
| Título en español           | Título original             | Director(es)                           | País                                   |
| --------------------------- | --------------------------- | -------------------------------------- | -------------------------------------- |
| Far North                   | Far North                   | Asif Kapadia                           | Reino Unido, Francia                   |
| Blade Runner: The Final Cut | Blade Runner: The Final Cut | Ridley Scott                           | EE. UU.                                |
| La sombra del cazador       | The Hunting Party           | Richard Shepard                        | EE. UU., Croacia, Bosnia y Herzegovina |
| Diario de una niñera        | The Nanny Diaries           | Shari Springer Berman & Robert Pulcini | EE. UU.                                |
| Nocturna                    | Nocturna                    | Adrià Garcìa & Víctor Maldonado        | España, Francia                        |

Pases especiales
| Evento                                                | Película | País                         |
| ----------------------------------------------------- | --- | ---------------------------- |
| Evento especial: Wes Anderson                         | Hotel Chevalier (cortu) | EE. UU.                      |
| León de Oro 75.º Aniversario: Bernardo Bertolucci     | La via del petrolio (1967, documental, versión restaurada) The Spider's Stratagem (Strategia del ragno) (1970, versión restaurada)                      | Italia                       |
| León de Oro a toda una trayectoria: Tim Burton        | Pesadilla antes de Navidad (3-D) | EE. UU.                      |
| Evento especial 75.º Aniversario: Alexander Kluge     | Mein Jahrhundert, mein Tier! Das Phänomen der Oper Im Sturm der Zeit /Facts and Fakes Die poetische Kraft der Theorie Der Zauber der verdunkelten Seele | Germany (2007 documentaries) |
| Venezia Giubileo (1932–2007): Homage to Carlo Lizzani | Hotel Meina | Italia                       |
| Venezia Giubileo (1932–2007): Mario Camerini          | Gli uomini che mascalzoni... (1932) | Italia                       |

## Horizontes (Orizzonti)
Las películas siguientes fueron seleccionadas para la sección Horizontes (Orizzonti):
Largometrajes
| Título español                | Título original                           | Director(es)                          | País de producción          |
| ----------------------------- | ----------------------------------------- | ------------------------------------- | --------------------------- |
| Baile de otoño                | Sügisball                                 | Veiko Õunpuu                          | Estonia                     |
| Cochochi                      | Cochochi                                  | Israel Cárdenas y Laura Amelia Guzmán | México, Reino Unido, Canadá |
| Death in the Land of Encantos | Kagadanan sa banwaan ning mga engkanto    | Lav Diaz                              | Filipinas                   |
| Exodus                        | Exodus                                    | Penny Woolcock                        | Reino Unido                 |
| Mal Nascida                   | João Canijo                               | Portugal                              |                             |
| Medea Miracle                 | Médée Miracle                             | Tonino De Bernardi                    | Italia, Francia             |
| The Obscure                   | Xiao shuo                                 | Lü Yue                                | China                       |
| Il passaggio della linea      | Il passaggio della linea                  | Pietro Marcello                       | Italia                      |
| Sad Vacation                  | Saddo Vakeishon ( サッド ヴァケイション ) | Shinji Aoyama                         | Japón                       |
| Searchers 2.0                 | Searchers 2.0                             | Alex Cox                              | EE. UU.                     |
| El silencio antes de Bach     | Die stille vor Bach                       | Pere Portabella                       | España                      |
| La historia de Richard O      | L'Histoire de Richard O.                  | Damien Odoul                          | Francia                     |
| With a girl of Black Soil     | Geomen tangyi sonyeo oi                   | Soo-il Jeon                           | Corea del Sur, Francia      |

Documentales
| Título original   | Director(es)      | País de producción          |                      |
| ----------------- | ----------------- | --------------------------- | -------------------- |
| Anabazys          | Anabazys          | Joel Pizzini y Paloma Rocha | Brasil               |
| The Beloved       | L'Aimèe           | Arnaud Desplechin           | Francia              |
| Drifter           | Andarilho         | Cao Guimarães               | Brasil               |
| Dust              | Staub             | Hartmut Bitomsky            | Alemania             |
| Lou Reed's Berlin | Lou Reed's Berlin | Julian Schnabel             | Reino Unido, EE. UU. |
| Man from Plains   | Man from Plains   | Jonathan Demme              | EE. UU.              |
| Mothers           | Madri             | Barbara Cupisti             | Italia               |
| Umbrella          | San               | Du Haibin                   | China                |
| Useless           | Wuyong            | Jia Zhangke                 | China                |

Horizonte Eventos Documentales
| Título original             | Director(es)                      | País de producción |
| --------------------------- | --------------------------------- | ------------------ |
| Callas assoluta             | Philippe Kohly                    | France, Greece     |
| Carlo Goldoni Venezian      | Leonardo Autera & Alberto Caldana | Italia             |
| Dall’altra parte della luna | Dario Baldi & Davide Marengo      | Italia             |
| Empire II                   | Amos Poe                          | EE. UU.            |

## Corto Cortissimo
Los siguientes cortometrajes fueron exhibidas en la sección de Corto Cortissimo:
| Título           | Duración | Director                       | País                            |
| ---------------- | -------- | ------------------------------ | ------------------------------- |
| Alumbramiento    | 15’      | Eduardo Chapero-Jackson        | España                          |
| Dog Altogether   | 16’      | Paddy Considine                | Reino Unido                     |
| Fritt Fall       | 27’      | Caroline Cowan                 | Suecia                          |
| Friends Forever  | 22’      | Marçal Forés                   | Reino Unido                     |
| Dans la peau     | 12’      | Zoltán Horváth                 | Suiza, Francia                  |
| Mul-Go-Gi        | 15’      | Juhn Jai-hong                  | Corea del Sur, EE. UU.          |
| Sta ja znam      | 15’      | Šejla Kamerić, Timur Makarevic | Bosnia, Eslovenia               |
| Crossbow         | 14’      | David Michôd                   | Australia                       |
| Türelem          | 14’      | László Nemes                   | Hungría                         |
| Adil e Yusuf     | 30’      | Claudio Noce                   | Italia                          |
| Wazki            | 15’      | Justyna Nowak                  | Polonia                         |
| Tony Zoreil      | 20’      | Valentin Potier                | Francia                         |
| Lyudi iz kamnya  | 19’      | Leonid Rybakov                 | Rusia                           |
| Blind Man’s Eye  | 6’       | Matthew Talbot-Kelly           | Irlanda                         |
| Skyggen af Tvivl | 19’      | Esben Tønnesen                 | Dinamarca                       |
| Coffee and Allah | 14’      | Sima Urale                     | Neueva Zelanda                  |
| Cargo            | 12’      | Leo Woodhead                   | República checa, Neueva Zelanda |
| Guodao           | 20’      | Zhang Yue                      | China                           |

## Retrospectivas

### La historia secreta del cine italiano 4
Las sesiones monográficas especiales se dedicaron a la historia secreta de cine italiano. Esta es la cuarta parte de la retrospectiva iniciada en la 61.ª edición del festival.
Ficción
| Título español                        | Título original                             | Año            | Director(es)                 |
| ------------------------------------- | ------------------------------------------- | -------------- | ---------------------------- |
| Antes llega la muerte                 | Antes llega la muerte                       | 1964 / 11 / 06 | Joaquín Luis Romero Marchent |
| Sangre sobre Texas                    | 100.000 dollari per Ringo                   | 1965 / 11 / 18 | Alberto De Martino           |
| El retorno de Ringo                   | Il ritorno di Ringo                         | 1965 / 12 / 08 | Duccio Tessari               |
| Ringo de Nebraska                     | Ringo del Nebraska                          | 1966 / 03 / 18 | Antonio Román and Mario Bava |
| Un dólar agujereado                   | Un dollaro bucato                           | 1965 / 08 / 08 | Giorgio Ferroni              |
| Django                                | Django                                      | 1966 / 04 / 06 | Sergio Corbucci              |
| El precio de un hombre                | El precio de un hombre                      | 1966 / 11 / 04 | Eugenio Martín               |
| El halcón y la presa                  | La resa dei conti                           | 1966 / 11 / 29 | Sergio Sollima               |
| Navajo Joe                            | Navajo Joe                                  | 1966 / 11 / 25 | Sergio Corbucci              |
| Sugar Colt                            | Sugar Colt                                  | 1966 / 10 / 12 | Franco Giraldi               |
| Un río de dólares                     | Un fiume di dollari                         | 1966 / 09 / 09 | Carlo Lizzani                |
| Yankee                                | Yankee                                      | 1966 / 08 / 25 | Tinto Brass                  |
| Como lobos sedientos                  | 10.000 dollari per un massacro              | 1967 / 03 / 03 | Romolo Guerrieri             |
| El Desperado                          | El Desperado                                | 1967 / 09 / 30 | Franco Rossetti              |
| El último maldito                     | Il tempo degli avvoltoi                     | 1967 / 08 / 02 | Nando Cicero                 |
| La muerte no cuenta los dólares       | La morte non conta i dollari                | 1967 / 07 / 21 | Riccardo Freda               |
| Oro maldito                           | Se sei vivo spara                           | 1967 / 05 / 03 | Giulio Questi                |
| Los profesionales del oro             | Ognuno per sé                               | 1969 / 02 / 09 | Giorgio Capitani             |
| El clan de los ahorcados              | Preparati la bara!                          | 1968 / 01 / 27 | Ferdinando Baldi             |
| Tepepa                                | Tepepa                                      | 1968 / 02 / 13 | Giulio Petroni               |
| Una larga fila de cruces              | Una lunga fila di croci                     | 1969 / 04 / 18 | Sergio Garrone               |
| El puro se sienta, espera y dispara   | La taglia è tua... l'uomo l'ammazzo io      | 1969 / 12 / 23 | Edoardo Mulargia             |
| Le llamaban Trinidad                  | Lo chiamavano Trinità                       | 1970 / 12 / 22 | Enzo Barboni                 |
| Matalo!                               | Matalo!                                     | 1970 / 10 / 22 | Cesare Canevari              |
| Vamos a matar compañeros              | Vamos a matar compañeros                    | 1970 / 12 / 18 | Sergio Corbucci              |
| La venganza esperó 10 años            | La vendetta è un piatto che si serve freddo | 1971 / 08 / 13 | Pasquale Squitieri           |
| Gran duelo al amanecer                | Il grande duello                            | 1972 / 12 / 29 | Giancarlo Santi              |
| Mi nombre es Shangai Joe              | Il mio nome è Shangai Joe                   | 1973 / 12 / 28 | Mario Caiano                 |
| Una razón para vivir y una para morir | Una ragione per vivere e una per morire     | 1972 / 12 / 27 | Tonino Valerii               |
| Los cuatro del apocalipsis            | I quattro dell'apocalisse                   | 1975 / 08 / 12 | Lucio Fulci                  |
| Keoma                                 | Keoma                                       | 1976 / 11 / 25 | Enzo G. Castellari           |

Eventos retrospectivos
| Título original                                                     | Director(es)       | Año    |
| ------------------------------------------------------------------- | ------------------ | ------ |
| Una Questione poco privata – Conversazione con Giulio Questi (2007) | Gianfranco Pannone | Italia |
| 五人の賞金稼ぎ Gonin no shokin kasegi (1969)                        | Kudo Eiichi        | Japón  |

## Secciones independientes

### Semana Internacional de la Crítica
Las películas siguientes fueron seleccionadas para la 22ª Semana Internacional de la Crítica del Festival de Cine de Venecia:
| In competition          | In competition        | In competition                 | In competition     |
| Título español          | Título original       | Director(es)                   | País de producción |
| ----------------------- | --------------------- | ------------------------------ | ------------------ |
| 24 Bars                 | 24 measures           | Jalil Lespert                  | Francia            |
| No mires atrás          | La ragazza del lago   | Andrea Molaioli                | Italia             |
| Karoy                   | Karoy                 | Zhanna Issabaeva               | Kazajistán         |
| The Most Distant Course | Zui yao yuan de ju li | Ling Jingjie (Lin Ching-chieh) | Taiwán             |
| The Nines               | The Nines             | John August                    | EE. UU.            |
| Small Gods              | Small Gods            | Dimitri Karakatsanis           | Bélgica            |
| Soaring                 | Otryv                 | Aleksandr Mindadze             | Rusia              |

Homenaje a Ousmane Sembene
| Título original | Director(es)    | País de producción |
| --------------- | --------------- | ------------------ |
| La noire de…    | Ousmane Sembene | Senegal            |
| Borom Sarret    | Ousmane Sembene | Senegal            |

### Venice Days
Las películas siguientes fueron seleccionadas para la 7.ª edición de la sección de Venice Days (Giornate degli Autori):
| Título español                                            | Título original                                           | Director(es)        | País de producción           |
| --------------------------------------------------------- | --------------------------------------------------------- | ------------------- | ---------------------------- |
| Andalucia                                                 | Andalucia                                                 | Alain Gomis         | Francia                      |
| Bianciardi! (documental)                                  | Bianciardi! (documental)                                  | Massimo Coppola     | Italia                       |
| Nacido sin (documental)                                   | Nacido sin (documental)                                   | Eva Norvind         | México                       |
| Cargo 200                                                 | Gruz 200                                                  | Aleksei Balabanov   | Rusia                        |
| Continental, un film sans fusil                           | Continental, un film sans fusil                           | Stéphane Lafleur    | Canadá                       |
| Mejor no pensar                                           | Non pensarci                                              | Gianni Zanasi       | Italia                       |
| Freischwimmer                                             | Freischwimmer                                             | Andreas Kleinert    | Alemania                     |
| La pluie des prunes                                       | La pluie des prunes                                       | Frédéric Fisbach    | Francia                      |
| Bésame, por favor                                         | Un baiser s'il vous plaît                                 | Emmanuel Mouret     | Francia                      |
| The Speed of Life                                         | The Speed of Life                                         | Ed Radtke           | EE. UU.                      |
| Sympathy for the Lobster                                  | Le ragioni dell'aragosta                                  | Sabina Guzzanti     | Italia                       |
| Un cuento de verano                                       | Sztuczki                                                  | Andrzej Jakimowski  | Polonia                      |
| Under the Bombs                                           | Sous les bombes                                           | Philippe Aractingi  | Francia, Líbano, Reino Unido |
| Valzer                                                    | Valzer                                                    | Salvatore Maira     | Italia                       |
| Viaggio in corso nel cinema di Carlo Lizzani (documental) | Viaggio in corso nel cinema di Carlo Lizzani (documental) | Francesca Del Sette | Italia                       |
| La zona                                                   | La zona                                                   | Rodrigo Plá         | España, México               |

## Premios

### Sección oficial-Venecia 64
Las siguientes películas fueron premiadas en el festival:
- León de Oro a la mejor película: Deseo, peligro de Ang Lee
- León de Plata a la mejor dirección: Brian De Palma por Redacted
- Premio especial del Jurado: (ex aequo):
  - I'm Not There de Todd Haynes
  - Cuscús de Abdellatif Kechiche
- Copa Volpi al mejor actor: Brad Pitt por El asesinato de Jesse James por el cobarde Robert Ford
- Copa Volpi a la mejor actriz: Cate Blanchett for I'm Not There
- Premio Marcello Mastroianni al mejor actor o actriz revelación: Hafsia Herzi por Cuscús
- Premio Osella a la mejor fotografía: Rodrigo Prieto por Deseo, peligro
- Premio Osella al mejor guion:  Paul Laverty por En un mundo libre
- León especial por todo su trabajo: Nikita Mikhalkov

Premios especiales
- León de Oro a toda una trayectoria:Tim Burton[1]

Horizontes - 'Premio Orizonti' 
- Premio Orizzonti: Baile de otoño de Veiko Õunpuu
- Premio Orizzonti al mejor documental: Useless de Jia Zhangke
- Mención Especial: Death in the Land of Encantos de Lav Diaz

Corto Cortissimo
- Mejor cortometraje: Dog Altogether de Paddy Considine
- Premio al mejor film europeo: Alumbramiento de Eduardo Chapero-Jackson

Mención especial: Lyudi iz kamnya de Leonid Rybakov

### Secciones independientes
Las siguientes películas fueron premiadas en las secciones independientes:
Semana Internacional de la Crítica
- Premio Semana de la Crítica: The Most Distant Course (Zui yao yuan de ju li) de Ling Jingjie
- Premio Isvema: No mires atrás de Andrea Molaioli
- Premio Francesco Pasinetti Award al mejor actor: Toni Servillo por No mires atrás

Venice Days (Giornate Degli Autori)
León del futuro
- Premio Luigi de Laurentis a la mejor película de debut: La Zona de Rodrigo Plá
- Premio Francesco Pasinetti:
  - Mejor actriz : Valeria Solarino por Valzer
  - Mejor película: Mejor no pensar de Gianni Zanasi

Mención especial: Valzer de Salvatore Maira
- Premio FEDIC: Mejor no pensar de Gianni Zanasi
- Queer Lion: The Speed of Life by Ed Radtke
- Prmeio Label Europa Cinemas: Un cuento de verano de Andrzej Jakimowski
- Premio Cine Joven – Alternatives: Under the Bombs de Philippe Aractingi
- Premio Cinema Joven – Mejor película italiana: Mejor no pensar de Gianni Zanasi
- Prmeio Brian: Sympathy for the Lobster de Sabina Guzzanti
- Prmeio Laterna Magica:Un cuento de verano de Andrzej Jakimowski
- Premio Cine por la paz: La Zona de Rodrigo Plá
- Premio City of Rome: La Zona de Rodrigo Plá
- Premio EIUC (Venice Days): Under the Bombs de Philippe Aractingi

### Otros premios
Las siguientes películas fueron premiadas en otros premios de la edición:
- Premio FIPRESCI:[18]
  - Mejor película (Sección oficial): Cuscús de Abdellatif Kechiche
  - Mejor película (Horizons): Man from Plains de Jonathan Demme
- Premio SIGNIS: In the Valley of Elah de Paul Haggis

Mención especial: Cuscús de Abdellatif Kechiche & En un mundo libre de Ken Loach
- Premio C.I.C.A.E.: With the Girl of Black Soil de Soo-il Jeon (Horizons)
- Premio del Forum por el cine y la literatura: Expiación, más allá de la pasión de Joe Wright
- Little Golden Lion: Viaje de Darjeeling de Wes Anderson
- Queer Lion – Mención especial: La huella de Kenneth Branagh
- Premio Young Cinema – Mejor película: Cuscús de Abdellatif Kechiche
- Premio Abierto: La ronda de noche de Peter Greenaway
- Premio Doc/It: The Beloved (L'Aimèe) de Arnaud Desplechin (Horizons)

Mención especial: Crossing the Line (Il passaggio della linea) de Pietro Marcello (Horizons)
- Premio Lina Mangiacapre: With the Girl of Black Soil de Soo-il Jeon (Horizons)
- Premio Filmcritica "Bastone Bianco": Una chica cortada en dos de Claude Chabrol (Fuera de competición)
- Premio Future Film Festival Digital: Redacted de Brian De Palma
- Premio Biografilm: Man from Plains de Jonathan Demme
- Premio 'CinemAvvenire' – mejor película: I'm Not There de Todd Haynes
- Premio EIUC (Sección oficial: En un mundo libre de Ken Loach
- Premio EIUC (Horizontes): Man from Plains de Jonathan Demme
- Premio Mimmo Rotella Foundation: La ronda de noche de Peter Greenaway